# Медицина у Дніпрі
Медицина у Дніпрі — система медичних закладів, що займаються охороною здоровʼя населення міста Дніпро, а також Дніпропетровської області та України.

## Історія
Паланкове місто Новий Кодак було частиною державної влади Запоріжжя, що мала крайовий шпиталь для хворих і старих козаків у Самарському пустельному монастирі.
Після заснуванням Катеринослава у 1787 році 11 травня 1798 відкрилася Катеринославська губернська лікарня, від якої веде свій родовід сучасна Дніпропетровська обласна клінічна лікарня імені І. І. Мечникова — один з найстаріших багатопрофільних лікарняних закладів в Україні.

## Обласні медичні заклади

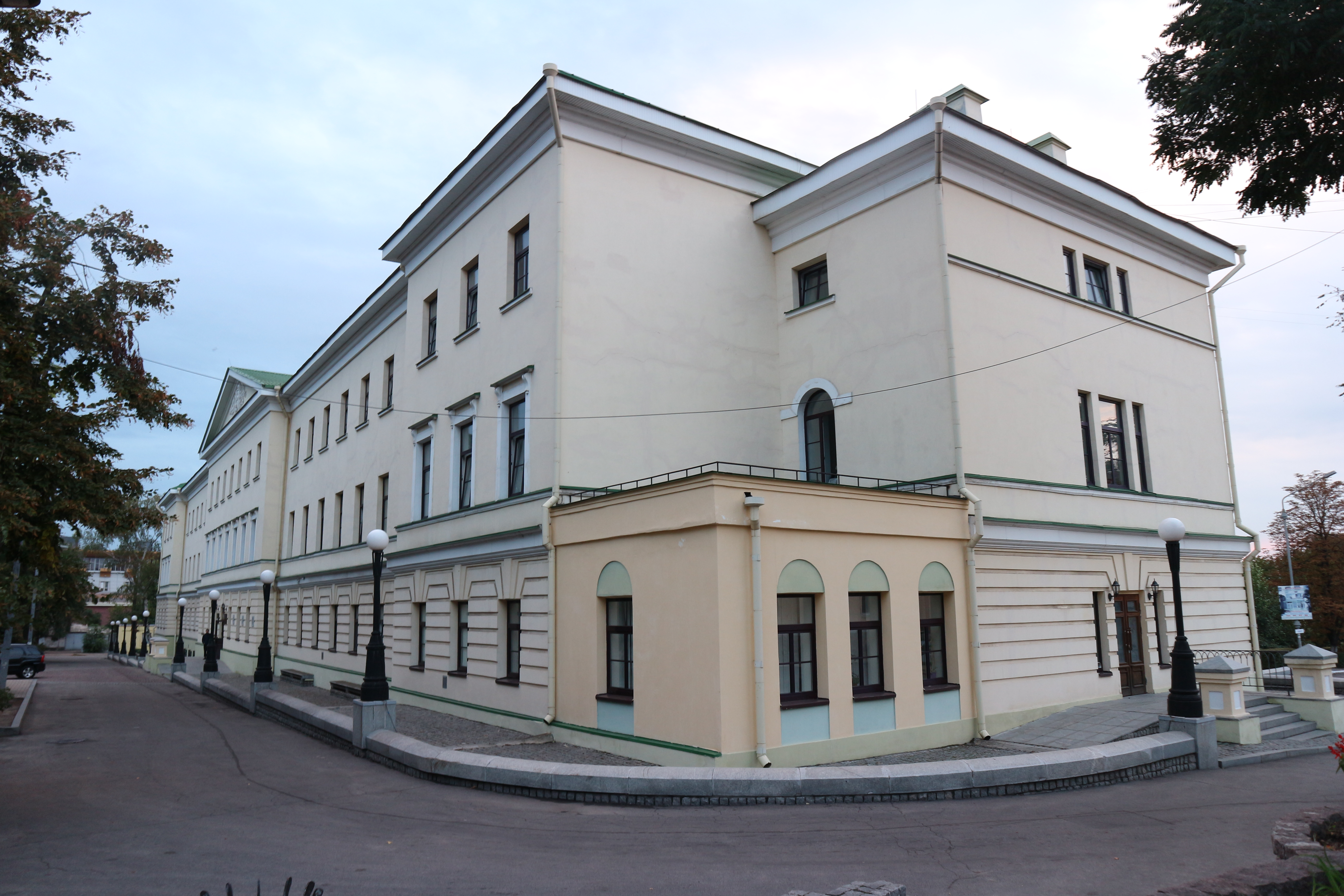
Дніпропетровська обласна клінічна лікарня імені І.І. Мечнікова (колишня Катеринославська земська лікарня); Соборна площа, 14

Стара будівля Катеринославської земської лікарні

### Лікарні
- Дніпропетровська обласна клінічна лікарня ім. І.І. Мечникова; Соборна площа, 14;[2]
- Дніпропетровська обласна дитяча клінічна лікарня; відкрита у 1981 році як Дніпропетровська дитяча міська лікарня № 5; Космічна вулиця, 13;[3]
- Дніпропетровська обласна психіатрична лікарня; відома також як  "Ігренська психлікарня" або "Психлікарня на Ігрені"; заснована 1897 року є одною з найстарших медичних психіатричних установ України; вулиця Бехтерева, 1 на Новій Ігрені;[4]
- Українська психіатрична лікарня з суворим наглядом МОЗ України; вулиця Надії Алексєєнко, 84 й 101;
- Дніпропетровська обласна клінічна офтальмологічна лікарня; створена 2004 року; Соборна площа, 14;[5][6]

### Шпиталі
- Дніпропетровський обласний шпиталь для ветеранів війни; до 2015 року Дніпропетровський обласний шпиталь для інвалідів Великої Вітчизняної війни, що було відкрито 1946 року; через російське вторгнення на Сході України при шпиталі діє Центр медичної реабілітації учасників бойових дій; Соборна площа, 14;[7]

### Стоматологічні поліклініки
- Дніпропетровська обласна стоматологічна поліклініка, вулиця Грушевського, 65;[6]

### Санаторії
- Дитячий санаторій № 1 (пульмонологічний) Дніпропетровської обласної ради, Тополина вулиця, 41; відкрито 1979 року;[8]

### Об'єднання
- Дніпропетровське обласне клінічне лікувально-профілактичне об’єднання „Фтизіатрія”; перший туберкульозний диспансер було відкрито 1912 року; вулиця Бехтєрева, 12;[6][9]

### Диспансери
- Дніпропетровський обласний онкологічний диспансер; відкрито 1933 року; має два відділення: по вулиці Гавриленка, 1 та на Космічній вулиці, 21;[10][11]
- Клінічний онкологічний диспансер "Дніпропетровської обласної ради", вулиця Гавриленка, 1;
- Дніпропетровський протитуберкульозний диспансер, вулиця Караваєва, 9;[6]
- Дніпропетровський протитуберкульозний диспансер "Дніпропетровської обласної ради"; вулиця Богданова, 2а;
- Дніпропетровський лікарсько-фізкультурний диспансер Дніпропетровської обласної ради; відкрився 1960 року; вулиця Ярославського, 3а;[12]
- Дніпропетровський обласний шкірно-венерологічний диспансер; реорганізовано 1923 року з відкритої 1922 року Катеринославської спеціалізованої венерологічної поліклініки; Байкальська вулиця, 9-а;[13]
- Дніпропетровський обласний наркологічний диспансер; відкрився у 1961 році як Дніпропетровська міська наркологічна лікарня, що стала першою наркологічною лікарнею у СРСР; Новосільна вулиця, 1;[14][15]

### Медичні центри
- Дніпропетровський обласний центр здоров'я; створено 1950 року, як Дніпропетровський обласний будинок санітарної освіти, що перейменовано 1989 року; проспект Олександра Поля, 14;[6][16]
- Дніпропетровський спеціалізований клінічний медичний центр матері та дитини імені професора М.Ф. Руднєва, проспект Пушкіна, 26;[6]
- Дніпропетровський обласний клінічний центр кардіології та кардіохірургії; вулиця Князя Володимира Великого, 28;
- Дніпровський міжобласний центр хірургії кисті, проспект Хмельницького, 19;
- Дніпропетровський обласний перинатальний центр зі стаціонаром, Космічна вулиця, 17;[6]
- Дніпропетровський обласний центр екстреної медичної допомоги та медицини катастроф; створено 2002 року; Соборна площа, 14;[6][17]
- Дніпропетровський обласний центр медико-соціальної експертизи; Соборна площа, 14;[6][18]
- Дніпропетровський обласний інформаційно-аналітичний центр медичної статистики; Соборна площа, 14;[6]
- Дніпропетровський обласний центр з профілактики та боротьби зі СНІДом; створено 1997 року; вулиця Бехтєрева, 1;[6][19]

### Медичні станції
- Дніпропетровська обласна станція переливання крові; веде історії від філіалу Українського інституту невідкладної хірургії та переливання крові, що відкрився у Дніпропетровську 1932 року, але після евакуації до Таджикистану у якості інституту не був відновлений; проспект Хмельницького, 17;[20]
- Дніпропетровський обласний лабораторний центр Міністерства охорони здоров'я України; Філософська вулиця, 39-а;
- Дніпропетровська обласна санітарно-епідеміологічна станція; відкрита 1901 року, як Катеринославська міська санітнарна комісія[21]; Філософська вулиця, 39-а;[22]

### Бюро
- Дніпропетровське обласне бюро судово-медичної експертизи (з судово-медичним моргом); Соборна площа, 14;[6]
- Дніпропетровське обласне патологоанатомічне бюро (з моргом);[6]

### Керівні органи
- Департамент охорони здоров'я Дніпропетровської обласної державної адміністрації, проспект Олександра Поля, 2;
- База спеціального медичного постачання Дніпропетровської обласної ради, Старокозацька вулиця, 52, к. 331.[6]

## Міські медичні заклади

### Соборний район

#### лікарні
- Дніпровська міська клінічна лікарня № 8, Космічна вулиця, 19;
- Дніпровська дитяча міська клінічна лікарня № 5; заснована дитяча лікарня для обслуговування дітей Жовтневого району 1950 року на базі Дніпропетровського дитячого туберкульозного санаторія, дитячої консультації №3 та дитячої поліклініки по вулиці Дзержинського; вулиця Івана Акінфієва, 5;[23]

#### поліклініки
- Дніпровська міська поліклініка № 1; до 2015 року Дніпропетровський спеціалізований психоневрологічний центр; вже у 1816 році у місті діяли Богадільня, будинок божевільних та гамівний будинок; вулиця Івана Акінфієва 12-а;[24]
- Дніпровська міська поліклініка № 2, проспект Героів, 22;
- Дніпровська міська студентська поліклініка, вулиця Гусенка, 13; колишня Дніпропетровська міська клінічна лікарня № 18 студентська; заснована 1954 року;[25]
- Дніпровська міська стоматологічна поліклініка № 1; заснована 1966 року; проспект Яворницького, 12а;[26]
- Дніпровська міська дитяча стоматологічна поліклініка № 1, вулиця Гоголя, 6;

#### центри
- Дніпровський центр первинної медико-санітарної допомоги № 4, Ламана вулиця, 4.

### Шевченківський район

#### лікарні
- Дніпровська міська лікарня № 15; заснована 1957 року; вулиця Перемоги, 113;[27]
- Дніпровська міська клінічна лікарня № 16, проспект Богдана Хмельницького, 19;[28][29]

#### інші
- Дніпровський пологовий будинок №1; відкрито 1962 року; Воскресенська вулиця, 2;[30]
- Дніпровська міська поліклініка № 4, вулиця Панікахі, 19;
- Дніпровський центр первинної медико-санітарної допомоги № 3, вулиця Панікахи, 53;
- Дніпропетровський лікарсько-фізкультурний диспансер, вулиця Ярославського, 3-а.

### Центральний район
- Дніпровська дитяча лікарня №3 імені професора Руднєва; колишня Катеринославська дитяча лікарня імені Алексєєнко; заснована 1913 року; проспект Пушкіна, 26;[31]
- Дніпровська міська поліклініка № 6; вулиця Столярова, 12;
- Дніпровська дитяча стоматологічна поліклініка № 3, Старокозацька вулиця, 68;
- ВСП "Клініка медичної академії" ДЗ ДМА МОЗ України; вулиця Пастера, 26;
- Дніпровський центр первинної медико-санітарної допомоги № 1; вулиця Столярова, 12;

### Чечелівський район

#### лікарні
- Спеціалізована багатопрофільна лікарня №1, вулиця Титова, 29;
- Дніпровська міська клінічна лікарня № 21 імені професора Є.Г. Попкової; інфекційна міська лікарня веде історію від тифозного бараку на площі Абрамовича (тепер тут ПДАБА), відкритого 1908 року; архітектор Дмитро Скоробагатов звів тифону лікарню на Канатній 1914 року; Канатна вулиця, 17;[32]
- Дніпровська клінічна лікарня швидкої медичної допомоги; 1904 року заснована Катеринославська станція швидвої допомоги, до якої 1959 року додано стаціонарне відділення; вулиця Володимира Антоновича, 65;[33]

#### інші
- Дніпровський центр первинної медико-санітарної допомоги № 7, Краснопільська вулиця, 6-б;
- Дитячий протитуберкульозний санаторій № 5; заклад засновано 1946 року на базі дитячих ясел № 19; вулиця Щепкіна, 35.[34]

### Новокодацький район

#### лікарні
- Дніпровська міська клінічна лікарня № 2, проспект Сергія Нігояна, 53;
- міська багатопрофільна клінічна лікарня № 4; утворена 1987 року; Ближня вулиця, 31 на Західному;[35]
- Дніпровська міська лікарня № 5, вулиця Велика Діївська, 111 на Діївці;
- Дніпровська дитяча міська клінічна лікарня № 6; відкрита на базі дитячої поліклініки 1964 року; вулиця Караваєва, 68;[36]
- Дніпровська міська клінічна лікарня № 11; заснована на початку 20 сторіччя як Брянська заводська лікарня Брянського металургійного заводу; вулиця Ганни Барвінок, 1 у Нових Кодаках;[37]

#### інші
- Дніпровська стоматологічна поліклініка № 2, проспект Івана Мазепи, 47;
- Дніпропетровський центр первинної медико-санітарної допомоги № 12, Футбольна вулиця,12, селице Таромське — колишня Дніпропетровська міська лікарна № 22;

### Амур-Нижньодніпровський район

#### лікарні
- Дніпровська міська лікарня № 9; заснована 1926 року; Мануйлівський проспект, 29 на Мануйлівці:[38]
- Дніпровська міська дитяча лікарня №1; створена 1950 року; Мануйлівський проспект, 29а;

#### медичні центри
- Дніпровський центр первинної медико-санітарної допомоги № 8; вулиця Софії Ковалевської, 53а;
- Дніпровський центр первинної медико-санітарної допомоги № 11; вулиця Висоцького, 2а;

#### інші
- Дніпропетровський спеціалізований будинок дитини; неврологічний, ВІЛ-інфіковані, щелепньолицеві вади; Петрозаводська вулиця, 371-а.[39]

### Індустріальний район

#### лікарні
- Дніпровська міська клінічна лікарня № 6; заснована 1972 року; Батумська вулиця, 13;[40]

#### поліклініки
- Дніпровська міська стоматологічна поліклініка № 3; Слобожанський проспект, 99;
- Дніпровська міська клінічна стоматологічна поліклініка № 4; вулиця Столєтова, 13;
- Дніпровська міська дитяча стоматологічна поліклініка № 2; Слобожанський проспект, 42;

#### інші
- Дніпровський центр первинної медико-санітарної допомоги № 9; Фестивальний провулок, 1;
- Дитячий психоневрологічний санаторій №4 для дітей з тяжкими розладами мови та ураженнями центральної нервової системи; Батумська вулиця, 62.[6]

### Самарський район
- Дніпровський центр первинної медико-санітарної допомоги № 10; вулиця 20-річчя Перемоги, 12;
- Дніпровське 12-те територіальне медичне обʼєднання; вулиця 20-річчя Перемоги, 12;[41]
- Дніпровський спеціалізований центр медико-соціальної реабілітації дітей; колишній спеціалізований будинок дитини (неврологічний); вулиця 20-річчя Перемоги, 34;[6][42]
- Дніпропетровський дитячий протитуберкульозний санаторій № 7; вулиця 20-річчя Перемоги, 30а.[6]

## Освітні заклади
- Дніпровський медичний університет; заснована 1916 року на базі Катеринославських вищих жіночих курсів; за час свого існування підготувала понад 50 тисяч лікарів: вулиця Вернадського, 9;[43]
- Дніпровський базовий медичний коледж[44]; засновано 1870 року, як Катеринославську фельдшерську школу;  проспект Хмельницького, 23;[45]
- Дніпропетровський обласний медичний ліцей-інтернат «Дніпро»; Севастопольська вулиця, 17, корпус №4 ДЗ ДМА;[46][47]
- Дніпропетровська обласна науково-медична бібліотека, вулиця Вернадського, 8.

## Наукові установи
- Державна установа «Український державний науково-дослідний інститут медико-соціальних проблем інвалідності Міністерства охорони здоров'я України»; провулок Феодосія Макаревського, 1-а;[48][49]
- Інститут гастроентерології НАМН України; засновано у 1965 році; Слобожанський проспект, 96.[50]

## Колишні заклади
- Катеринославська Катерининська община сестер милосердя Червоного Хреста; вікрилась 1892 року на Архієрейській площі; опікувалася 1908 року на Первозванівській вулиці, 22 (тепер знесена будівля на Короленка, 22) відкрито амбулаторний корпус; вже 1910 року було відкрито Катеринославську лікарню Червоного Хреста[51]; 1914 року лікарню перепрофільовано на Катеринославський військовий шпиталь, що утримувався на кошти німецьких колоністів міста; 1918 року шпиталь ліквідовано й натомість відкрили у приміщеннях Катеринославську міську лікарню №1;[52]
- Дніпровська міська клінічна лікарня № 1[53]; колишня катеринославська лікарня Червоного Хреста відкрита 1910 року[51]; закрита у 1990-х роках; зруйнована для будівництва ЖК "Женева" у 2010-х роках; розташовувалася за адресою вулиця Короленка, 22;
- Спеціалізований евакогоспіталь № 3582; сформований на початку війни у 1941 році на базі обласної лікарні Мечникова, як Багатопрофільний госпіталь № 1322; перевелено у Старобільськ, потім у Алма-Ату, де отримав останню назву; 1943 року переведено у звільнений Ніжин, потім Київ й остаточно - у Дніпропетровськ, де діяв до 1946 року;[54]
- Лікарня Брянської колонії; відкрита в 1892 році; відносилася до Брянського заводу; за радянської влади лікарня була перейменована на Катеринославську 2-гу лікарню Робочої медицини й тут розпочалося будівництво у тому числі архітектурної памʼятки Олександра Красносельського «Палац профілактики», зведений 1927 року;[55]
- Сірководнева лікарня заводу імені Петровського; призвісько - "Заводська Мацеста"; відкрита 1952 року.[56][57]

## Джерело
- МОЗ України. Карта медзакладів [Архівовано 8 грудня 2019 у Wayback Machine.]
- Медичні заклади біля Дніпропетровської обласної лікарні імені Мечникова [Архівовано 2 грудня 2019 у Wayback Machine.]
- Медицина міста Дніпро